# Martijn Neggers

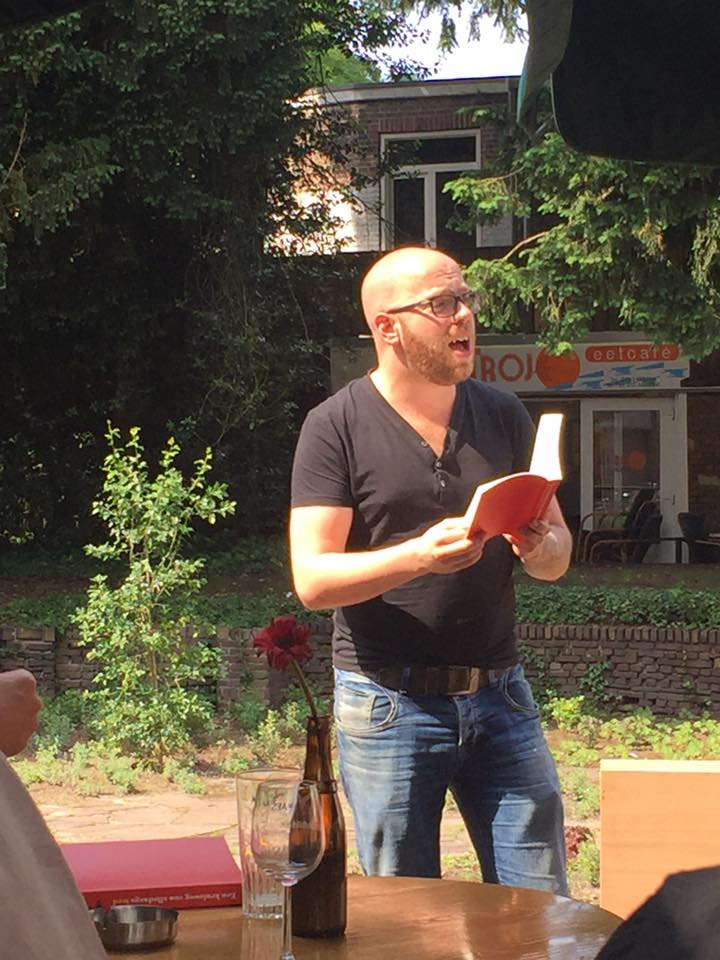
Martijn Neggers in 2016, tijdens de presentatie van de dichtbundel Een kruisweg van alledaags leed.

Martijn Neggers (Eindhoven, 1987) is een Nederlandse schrijver, dichter en journalist.

## Levensloop
Neggers studeerde af als tweedegraads docent Nederlands. Als schrijver debuteerde hij in 2010 met de dichtbundel Tegen de draad, die verscheen bij uitgeverij Lipari. In 2012 gevolgd door de verhalenbundel Hoop in blije dagen, uitgegeven door uitgeverij Geroosterde Hond. Tussentijds werkte hij als toneelschrijver mee aan verschillende musicals.
Neggers was hoofdredacteur van literair tijdschrift De Titaan en columnist voor het Brabants Dagblad, voordat in 2015 bij Nijgh & Van Ditmar zijn debuutroman De mensen die achterbleven verscheen.
Samen met Bas Jongenelen stelde hij Een kruisweg van alledaags leed samen, de eerste krans van "sonnettenkransenkrans" uit de wereldliteratuur, waarvoor beiden ook het grootste deel van de tekst schreven. Er is van deze uitgave ook een poster gemaakt om te visualiseren hoe de sonnetten in elkaar gehaakt zijn. Ook is Martijn Neggers, samen met Bas Jongenelen, de bedenker van het Tilburgse sonnet. Dit sonnet heeft (zoals alle sonnetten) 14 regels, maar de 14e regel bestaat deels uit regel 13 en deels uit regel 1, zodat er eigenlijk slechts 13 regels zijn. De bundel Een kruik vol oude pis is een bloemlezing van Tilburgse sonnetten, met daarin bijdragen van onder anderen Peter Knipmeijer, Frank Fabian van Keeren en Frank van Pamelen.